# بيجي ويتسون
بيجي ويتسون (بالإنجليزية: Peggy Whitson)‏ (و. 1960 – م) هي رائدة فضاء، وعالمة كيمياء حيوية من الولايات المتحدة الأمريكية . ولدت في ماونت أير . تولت منصب Chief of the Astronaut Office (1 أكتوبر 2009–1 يوليو 2012)، وقائد بعثة محطة الفضاء الدولية، البعثة 16 (10 أكتوبر 2007–10 أبريل 2008) . كانت أول رحلة فضائية لها في عام 2002، أقامت خلالها بمحطة الفضاء الدولية لمدة طويلة ضمن فريق البعثة الخامسة. انطلقت مهمتها الثانية في العاشر من أكتوبر عام 2007، وكانت وقتها أول سيدة تشغل مهمة قائد محطة الفضاء الدولية وذلك في البعثة السادسة عشر. شغلت ويتسون منصب قيادة محطة الفضاء الدولية أيضًا خلال رحلتها الطويلة الثالثة إلى الفضاء في البعثة 51، قبل أن تسلم القيادة إلى «فيودور يورتشيخين» في الأول من يونيو عام 2017.
تعتبر مهمة المكوك الفضائي «STS-120» بقيادة رائد الفضاء «باميلا ميلوري» أول مهمة يكون فيها قائدتنان من السيدات في المدار في نفس الوقت. صارت ويتسون صاحبة الرقم القياسي لأكبر سيدة تقوم بعملية السير في الفضاء، وذلك بعد إنهائها لعمليتها الثامنة من نوع النشاط خارج المركبة (EVA) في مارس 2017، وحطمت ويتسون أيضًا الرقم القياسي لعدد عمليات السير في الفضاء التي قامت بها النساء عندما أتمت هذه العملية للمرة التاسعة والعاشرة في مايو 2017، إذ حطمت رقم سونيتا ويليامز الذي يبلغ 7 عمليات سير في الفضاء. يصل إجمالي عدد ساعات النشاط خارج المركبة لويتسون إلى 60 ساعةً و21 دقيقة، وهذا يضعها في المرتبة الرابعة حسب إجمالي عدد ساعات النشاط خارج المركبة.  تعتبر ويتسون أيضًا أكبر رواد الفضاء من السيدات سنًا، إذ كان يبلغ عمرها 57 عامًا خلال مهمتها  الأخيرة في الفضاء.
في عام 2017، أصبحت ويتسون أول رائدة فضاء من السيدات تقود محطة الفضاء الدولية مرتين. وفي الرابع والعشرين من أبريل عام 2017، حطمت ويتسون الرقم القياسي لإجمالي عدد الأيام في الفضاء عن أي رائد فضاء آخر بناسا، بواقع عدد أيام يتعدى 543 يومًا.
حطمت ويتسون الرقم القياسي لأطول رحلة فضائية واحدة تقوم بها سيدة في يونيو عام 2017، وكانت «سامانثا كريستوفوريتي» تحمل هذا الرقم القياسي بواقع 199 يومًا و16 ساعةً. قضت ويتسون 289 يومًا في المدار قبل أن تعود إلى الأرض على متن المركبة الفضائية «سويوز إم إس-4».
عادت ويستون إلى الأرض في الثالث من سبتمبر عام 2017 مُحققةً مدة تبلغ 665 يومًا في الفضاء على مدار عملها الفضائي؛ بما يكافئ مدة رحلة افتراضية إلى كوكب المريخ، ما يجعلها أكثر رواد فضاء ناسا خبرةً إلى تاريخنا هذا. هذه المدة تتعدى أي مدة قضتها سيدة في الفضاء على مستوى العالم وتتعدى أيضًا أي مدة قضاها أي رائد فضاء أمريكي آخر. هبطت كبسولتها الفضائية سويوز بكازخستان بعد شروق الشمس بفترة وجيزة يوم الأحد (مساء السبت بتوقيت الولايات المتحدة).
أعلنت ويتسون تقاعدها من وكالة ناسا في الخامس عشر من يونيو عام 2018، اعتبارًا من نفس اليوم.

## عن حياتها
نشأت ويتسون في حياة ريفية خارج مدينة «بيكونزفيلد» بولاية «آيوا». تخرجت ويتسون من مدرسة «ماونت أير» الثانوية في عام 1978، وحصلت على درجة البكالوريوس في العلوم بتخصص الكيمياء والأحياء من جامعة «آيوا ويسيليان» في عام 1981. بعد ذلك، ذهبت ويتسون لتحصل على شهادة الدكتوراه في تخصص الكيمياء الحيوية من جامعة «رايس» عام 1985، وبعدها استمرت في العمل بجامعة رايس مع «روبرت أ. ويلش» باعتبراها زميل ما بعد الدكتوراه إلى أكتوبر عام 1986. تزوجت ويتسون من «كلارينس ف. سامز».

## العمل البحثي
بدأت ويتسون في العمل بمركز «لندن بي جونسون» للفضاء في مدينة «هيوستن» بولاية «تكساس» بوظيفة باحث مقيم مشارك بالمجلس الوطني للبحوث، وذلك عقب انتهاء زمالتها بجامعة رايس. في الفترة من أبريل عام 1988 إلى سبتمبر عام 1989، عملت ويتسون في وظيفة مشرف على مجموعة أبحاث الكيمياء الحيوية في شركة «كروغ-KRUG» الدولية، وهي شركة علوم طبية متعاقدة مع «مركز لندن بي جونسون» التابع لوكالة ناسا.
في الفترة بين 1991 وإلى 1997، حصلت ويتسون على فرصة لتعمل أستاذًا مساعدًا بقسم الطب الباطني، وقسم الكيمياء الحيوية البشرية وعلم الوراثة بمدرسة الطب جامعة تكساس في مدينة «غالفستون». وفي عام 1997، بدأت ويتسون العمل بوظيفة أستاذ مساعد في جامعة رايس بمختبر «مايبي» للهندسة الكيميائية الحيوية والهندسة الوراثية.
كانت ويتسون تعمل عالمة لمشروع برنامج «شاتل-مير» في الفترة من 1992 إلى 1995، حتى اُختيرت لتكون رائدة فضاء في 1996، باعتبارها نائب رئيس قسم العلوم الطبية بمركز لندن بي جونسون للفضاء.

## العمل بناسا
عملت ويتسون باحثة كيمياء حيوية في الفترة من 1989 إلى 1993 بقسم العمليات والبحوث الطبية الحيوية في مركز لندن بي جونسون التابع لناسا، وشغلت منصب مراقب فني على مختبرات أبحاث الكيمياء الحيوية بالمركز من عام 1991 إلى 1993. ومن 1991 إلى 1992، كانت تعمل في تطوير حمولة تجربة أبحاث الخلايا العظمية على متن المهمة «STS-47»، وكانت عضو مجموعة العمل المشتركة بين الولايات المتحدة والاتحاد السوفيتي في مجال الطب الفضائي والأحياء. عُينت ويتسون في عام 1992 عالمة لمشروع برنامج «شاتل-مير» والذي يتضمن المهمات: «STS-60, STS-63, STS-71, Mir-18, Mir-19»، وعملت بهذه الوظيفة حتى عام 1995. عُينت ويتسون بمنصب نائب رئيس قسم العلوم الطبية بمركز ليندن بي جونسون من عام 1993 إلى 1996. وشغلت منصب رئيس مشارك لمجموعة العمل العلمية الخاصة بالبعثة الأمريكية الروسية في الفترة من 1995 إلى 1996.
اختيرت ويتسون لتكون رائدة فضاء في أبريل 1996، وبدأت تدريبها في أغسطس 1996. كُلفت ويتسون بواجباتها الفنية بقسم تخطيط عمليات مكتب رواد الفضاء عقب إتمامها التدريب لمدة عامين. شغلت ويتسون منصب قائد البعثة «نييمو 5 -NEEMO 5 » في يونيو 2003 على متن المختبر «أكواريوس»، وهو مختبر تحت سطح الماء حيث كانوا يعيشون ويعملون هناك لمدة 14 يومًا. ومن نوفمبر 2003 إلى مارس 2005، عملت ويستون نائبًا لرئيس مكتب رواد الفضاء. ومن مارس 2005 إلى نوفمبر 2005، شغلت منصب رئيس قسم عمليات المحطة بمكتب رواد الفضاء.

### رئيس مكتب رواد الفضاء
عُينت ويتسون رئيسًا لمكتب رواد الفضاء في أكتوبر 2009 خلفًا لـ «ستيفين دبليو. ليندسي». تعتبر ويتسون أول امرأة وأول شخص غير طيار يشغل منصب رئاسة هذا المكتب. استقالت ويتسون من رئاسة المكتب عندما عادت إلى استئناف رحلاتها الفضائية في يوليو 2012، وخلفها في رئاسة المكتب «روبرت بينكين».

## ريادة الفضاء
شاركت في المهمات الفضائية:
- STS-111
- Soyuz TMA-11
- STS-113
- البعثة 5
- البعثة 16.

## التعليم
تعلمت في جامعة رايس

## جوائز
حصلت على جوائز منها:
- NASA Exceptional Service Medal
- Medal "For Merit in Space Exploration".

## روابط خارجية
- بيجي ويتسون على موقع IMDb (الإنجليزية)
- بيجي ويتسون على موقع الموسوعة البريطانية (الإنجليزية)